# 森濟舒夫
森濟舒夫是波蘭的城鎮，位於該國南部，由聖十字省負責管轄，始建於十三世紀，面積7.97平方公里，鎮上的教堂建於1771至1786年，2009年人口15,613。

## 外部連結
- Official town webpage（页面存档备份，存于）

50°35′N 20°04′E / 50.583°N 20.067°E